# Aleksandyr Cwetkow (polityk)
Aleksandyr Swetosławow Cwetkow, bułg. Александър Светославов Цветков (ur. 26 sierpnia 1967 w Plewenie) – bułgarski polityk, urzędnik i samorządowiec, wiceburmistrz Sofii, w latach 2009–2011 minister transportu.

## Życiorys
Ukończył inżynierię transportu w wyższym instytucie architektury i budownictwa, na bazie którego powstał Uniwersytet Architektury, Budownictwa i Geodezji w Sofii (UASG). Uzyskał też magisterium z międzynarodowych stosunków gospodarczych na Uniwersytecie Gospodarki Narodowej i Światowej
. Pracował jako urzędnik w głównej dyrekcji dróg „Pytiszta”. Był kierownikiem oddziału, a następnie zastępcą dyrektora i dyrektorem wydziału. W latach 2006–2008 kierował dyrekcją infrastruktury transportowej w administracji miejskiej Sofii. W 2008 powołany na wiceburmistrza bułgarskiej stolicy, odpowiadał za sprawy związane z transportem.
W lipcu 2009 z rekomendacji partii GERB objął urząd ministra transportu, technologii informacyjnych i łączności w rządzie Bojka Borisowa. W maju 2011 złożył rezygnację, która została przyjęta przez premiera. Powodami dymisji miały być słabe wykorzystywanie funduszy unijnych z programu operacyjnego i problemy zadłużonego państwowego przewoźnika kolejowego. Działał potem w ugrupowaniu BASTA.